# بالاتون‌اوسود
بالاتون‌‌اوسود (به مجاری: Balatonőszöd) یک شهرداری در مجارستان است که در ناحیه شیوفوک واقع شده‌است. بالاتون‌‌اوسود ۱۵٫۰۸ کیلومتر مربع مساحت و ۵۳۱ نفر جمعیت دارد.